# Limnophila (Limnophila) araucania
Limnophila (Limnophila) araucania is een tweevleugelige uit de familie steltmuggen (Limoniidae). De soort komt voor in het Neotropisch gebied.